# Alte Leipziger Landsmannschaft Afrania
Die Alte Leipziger Landsmannschaft Afrania im CC zu Heidelberg ist eine Landsmannschaft (Studentenverbindung) im Coburger Convent (CC) an der Ruprecht-Karls-Universität Heidelberg. Sie ist pflichtschlagend und farbentragend und wurde am 27. Juni 1839 in Leipzig gegründet.

## Geschichte

### Gründungszeit
Afrania wurde 1839 in Leipzig als farbentragende und schlagende Verbindung gegründet. Den Namen „Afrania“ übernahmen Schüler der Fürstenschule St. Afra zu Meißen, die ihr Studium in Leipzig begannen und dort den Grundstein zu Afrania legten.  Klar wurde damit sowohl auf die humanistische Tradition der Fürstenschule verwiesen als auch auf die sächsische Herkunft ihrer Gründer. Sie war Gründungsmitglied des 1882 gegründeten Goslarer Chargierten-Conventes. Das Korporationshaus der Afrania befand sich in der Leipziger Steinstraße 32.

### Zeit des Zweiten Weltkrieges und Nachkriegszeit bis heute
Mitte der 1930er Jahre löste sich die Afrania freiwillig auf, um der drohenden Einführung des Führerprinzips sowie dem Druck, jüdische Mitglieder ausschließen zu müssen, zuvorzukommen. Nach dem faktischen Verbot der Verbindung während des Nationalsozialismus war es in der neu gegründeten DDR nicht möglich, die Verbindung wiederaufleben zu lassen. 1958 fand Afrania deshalb ihre neue Heimat in Heidelberg am Neckar.
Die Akademische Landsmannschaft Saxo-Afrania zu Leipzig bekennt sich zu dieser Tradition, insbesondere zu den sächsischen Wurzeln. Diese wiederum hat sich am 16. Oktober 2010 mit der ehemals Leipziger Landsmannschaft Plavia-Cheruscia München unterstützt durch Alte Herren der Turnerschaft Arminia Köln, zur neuen Landsmannschaft Plavia-Arminia Leipzig zusammengeschlossen.

## Auswärtige Beziehungen
Sie ist Mitglied im Treubund.

## Bekannte Mitglieder

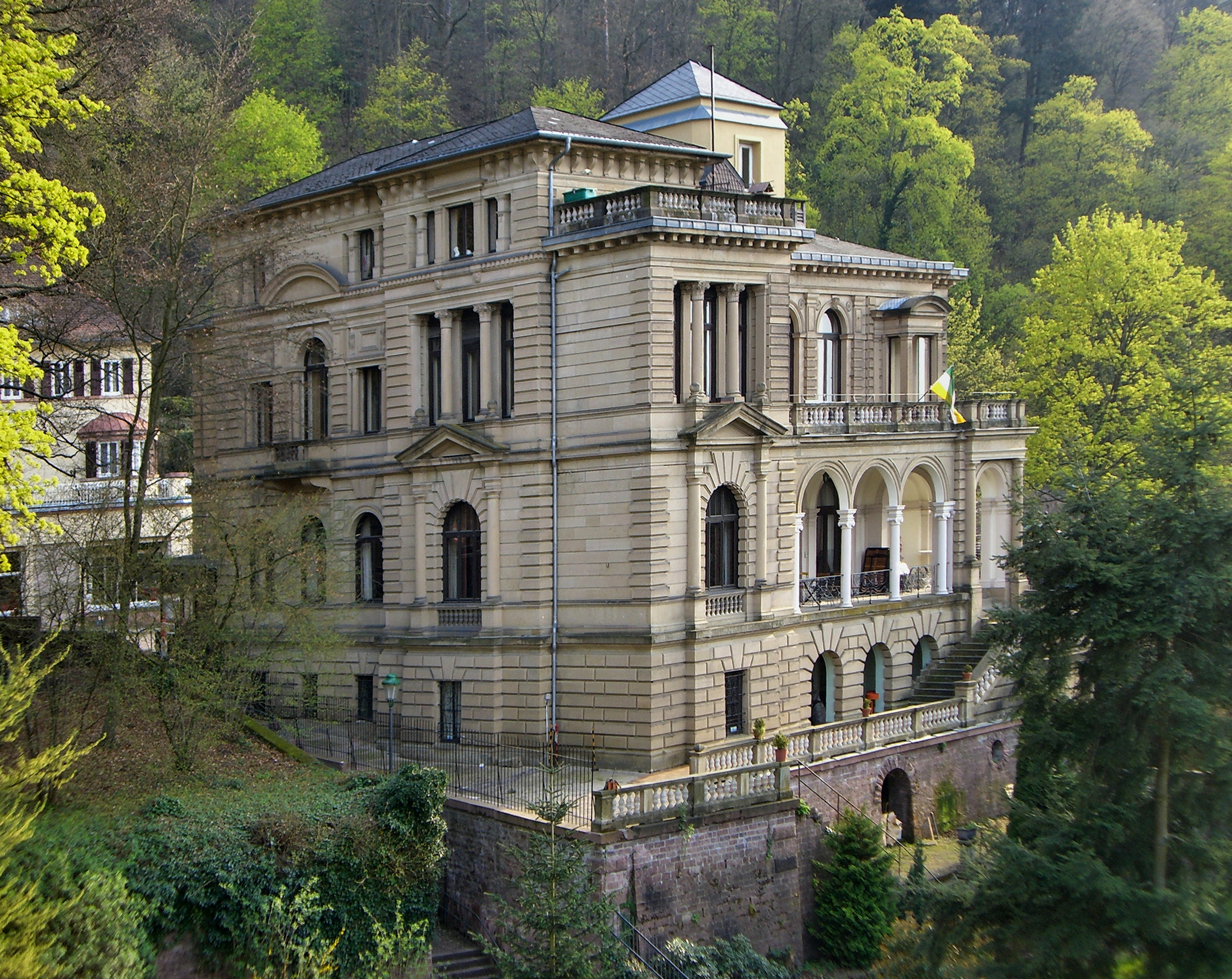
Verbindungshaus der Landsmannschaft Afrania am Schlossberg in Heidelberg

- Robert Behla (1850–1921), Mediziner
- Gustav Otto Beutler (1853–1926), Jurist und Politiker
- Carl Heinrich Boerner (1844–1921), Präsident des OLG Dresden, wirkte an der Entstehung des BGB mit
- Georg Bretschneider (1901–1995), Vizepräsident des Bundesrechnungshofs
- Constantin von Boehn (1856–1931), deutscher Rittergutsbesitzer und königlich-preußischer Kammerherr
- Johann Anton Casparis (1854–1909), Jurist und Politiker
- Karl-Adolf Deubler (1888–1961), Rechtsanwalt und ehemaliger Präsident des VfB Stuttgart
- Georg Dietrich (Politiker, 1909) (1909–1998), Jurist und Oberbürgermeister der Stadt Offenbach am Main
- Paul Flechsig (1847–1929), Neuroanatom
- Curt August Gehlert (1842–1899), Klassischer Philologe und Pädagoge
- Alfred Haase (1903–1972), Vorstandsvorsitzender der Allianz-Versicherung
- Ernst Hager (1847–1895), Philologe
- Friedrich Hayn (1863–1928), Astronom
- Hans Heß (1881–1957), Generaldirektor der Allianz-Versicherung
- Walter Hirche (* 1941), Politiker (FDP)
- Rudolf Hofmann (1825–1917), Theologe
- Friedrich Max Ludewig (1852–1920), Politiker
- Karl Oswald Minckwitz (1851–1897), Arzt und liberaler Politiker
- Albert Niethammer junior (1857–1910), Industrieller
- Josef Nöcker (1919–1989), Sportarzt und Autor
- Erwin Papperitz (1857–1938), Mathematiker
- Louis Bernhard Rüling (1822–1896), Theologe und Pfarrer, Hofprediger und Rat des Sächsischen lutherischen Landeskonsistoriums
- Paul Schickert (1827–1905), Politiker
- Thomas Strobl (* 1960), Politiker (CDU)
- Paul Alfred Stübel (1827–1895), Oberbürgermeister von Dresden
- Theodor Thierfelder (1824–1904), Mediziner
- Friedrich August Unger (1833–1893), Arzt und Mitbegründer des Luftkurortes Davos
- Helmut Wohlfahrt (1936–2017), Ingenieurwissenschaftler
- Leo von Zychlinski (1822–1897), Jurist, Porträtist und Revolutionär
- Michel Eichelbaum (* 1941), Internist und Klinischer Pharmakologe